# Czarny Las-Kolonia
Czarny Las-Kolonia is een plaats in het Poolse district  Biłgorajski, woiwodschap Lublin. De plaats maakt deel uit van de gemeente Józefów en telt 45 inwoners.